# جشنواره سرگرمی گارفیلد
جشنواره سرگرمی گارفیلد (انگلیسی: Garfield's Fun Fest) یک فیلم است که در سال ۲۰۰۸ منتشر شد.